# ذا بلينغ لاغوسيان
ذا بلينغ لاغوسيان (بالإنجليزية: The Bling Lagosians)‏، هُو فيلم دراما نيجيري أخرجه بولانلي أوستن بيترز. عُرض الفيلم لأول مرة في 16 يونيو 2019 في لاغوس. الفيلم من بطولة بونمي أبودرين و‌تويين أبراهام وتانا أديلانا و‌أوساس إيغودارو و‌أليكس إيكوبو و‌Ayoola Ayolola و‌جيدي كوسوكو.

## وصلات خارجية
- ذا بلينغ لاغوسيان على موقع IMDb (الإنجليزية)
- ذا بلينغ لاغوسيان على موقع قاعدة بيانات الفيلم (الإنجليزية)
- ذا بلينغ لاغوسيان على موقع ليتربوكسد (الإنجليزية)
- ذا بلينغ لاغوسيان على موقع كينوبويسك (الروسية)